# 可愛い妖精
『可愛い妖精』（かわいいようせい、Term of Trial)は1962年に公開されたイギリスのドラマ映画。ジェームズ・バーロウによる1961年の小説に基づいている。監督と脚本はピーター・グレンヴィル。出演はローレンス・オリヴィエやシモーヌ・シニョレなど。
第23回ヴェネツィア国際映画祭では、国際カトリック映画事務局賞を受賞した。

## キャスト
※括弧内は日本語吹替（初回放送1972年12月17日『日曜洋画劇場』）
- グレアム：ローレンス・オリヴィエ（名古屋章）
- アンナ：シモーヌ・シニョレ（富永美沙子）
- シャーリー：サラ・マイルズ（二木てるみ）
- ミッチェル：テレンス・スタンプ
- オハラ：ヒュー・グリフィス